# Championnat d'Islande de football 1950
Navigation
Saison précédente Saison suivante
La saison 1950 du Championnat d'Islande de football était la 39e édition de la première division islandaise.
C'est le KR Reykjavik qui remporte le championnat et conserve pour la 3e saison d'affilée son titre. C'est le 13e titre de champion du club. 

## Les 5 clubs participants
- KR Reykjavik
- Fram Reykjavik
- Valur Reykjavik
- Vikingur Reykjavik
- IA Akranes

## Compétition

### Classement
Le barème de points servant à établir le classement se décompose ainsi :
- Victoire : 2 points
- Match nul : 1 point
- Défaite : 0 point

| Rang | Équipe             | Pts | J | G | N | P | Bp | Bc | Diff |
| ---- | ------------------ | --- | - | - | - | - | -- | -- | ---- |
| 1    | KR Reykjavik T     | 6   | 4 | 2 | 2 | 0 | 7  | 3  | +4   |
| 2    | Fram Reykjavik     | 5   | 4 | 2 | 1 | 1 | 8  | 4  | +4   |
| 3    | IA Akranes         | 3   | 4 | 0 | 3 | 1 | 6  | 7  | -1   |
| 4    | Vikingur Reykjavik | 3   | 4 | 1 | 1 | 2 | 8  | 11 | -3   |
| 5    | Valur Reykjavik    | 3   | 4 | 1 | 1 | 2 | 5  | 9  | -4   |

|  | Champion d'Islande 1950 |

### Matchs
Tous les matchs se sont disputés au stade de Melavöllur à Reykjavik.
| Résultats (▼dom., ►ext.)                                   | Fra | KR  | Val | Vik | Akr |
| Fram Reykjavik                                             |     | 0-1 | 4-1 | 4-2 | 0-0 |
| KR Reykjavik                                               |     |     | 3-0 | 2-2 | 1-1 |
| Valur Reykjavík                                            |     |     |     | 2-0 | 2-2 |
| Vikingur Reykjavik                                         |     |     |     |     | 4-3 |
| IA Akranes                                                 |     |     |     |     |     |
| - Victoire à domicile - Match nul - Victoire à l'extérieur |     |     |     |     |     |

## Bilan de la saison
| Tableau d'Honneur                 |              |
| Compétition                       | Vainqueur    |
| Championnat d'Islande de football | KR Reykjavik |